# Cloisters kruis

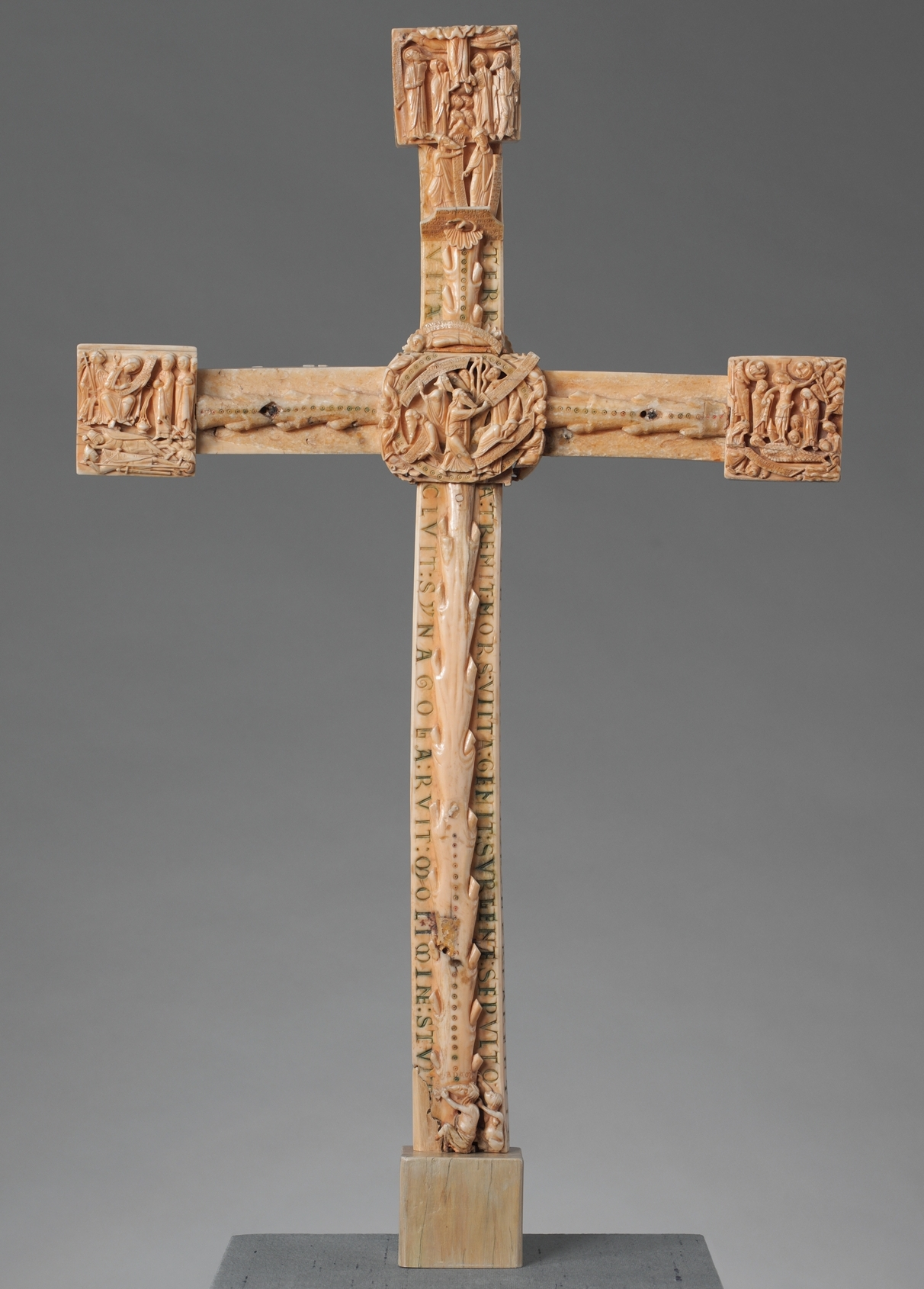
Het Cloisters kruis, voorzijde

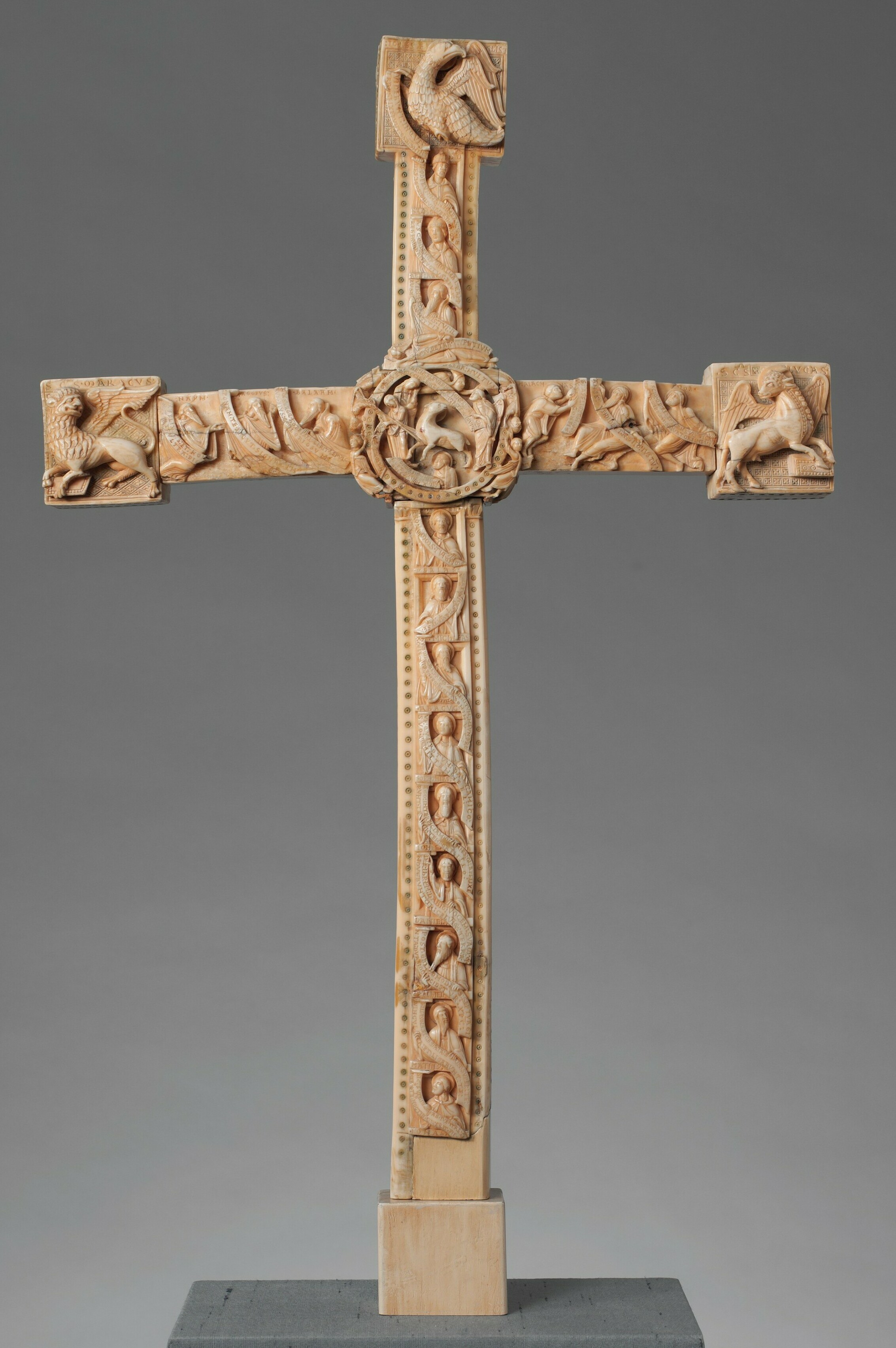
Het Cloisters kruis - achterzijde

Het Cloisters kruis (ook Bury St. Edmunds kruis naar de gelijknamige abdij te Bury St. Edmunds) is een complex 12e-eeuws romaans altaarkruis of processiekruis van ivoor. Het is genoemd naar The Cloisters, een onderdeel van de MET (Metropolitan Museum of Art) in New York waar middeleeuwse kunst getoond wordt. Het museum verwierf het kruis in 1963.
Men neemt aan dat het kruis tussen 1150 en 1160 in Engeland is gemaakt, hoewel sommige geleerden denken dat het uit Centraal-Europa komt. Het is gemaakt van walrusivoor (Engels: morse) en is 57,5 × 36,2 cm groot. Het bevat gedetailleerd snijwerk aan beide kanten en een groot aantal inscripties. Over het antisemitisch gehalte van de afbeeldingen en teksten bestaat discussie.

## Beschrijving
Het snijwerk op voor- en achterkant bestaat uit 92 gesneden figuren en 98 inscripties. De figuren zijn slechts 1,5 centimeter groot en beelden personen en scènes uit de Bijbel uit. Zowel voor- als achterzijde bestaat uit een centraal medaillon en drie vierkante uiteinden (terminalen). Op de voorkant bovenaan is de hemelvaart van Jezus afgebeeld, links de opstanding en rechts de kruisafneming/lamentatie. De terminalen tonen aan de achterkant de symbolen van drie van de vier evangelisten: Johannes (adelaar), Marcus (leeuw) en Lucas (os); de achterkant bevat verder afbeeldingen van profeten uit het Oude Testament.  Op de inmiddels verdwenen voet stond vermoedelijk de engel van Mattheüs op de achterkant, en 'Christus voor Kajafas' aan de voorkant. 
De profeten uit het Oude Testament zijn afgebeeld met spreukbanden met citaten uit hun boeken.

## Antisemitische verzen
De verzen op de zijkant van het kruis bevatten beweerdelijk antisemitische teksten: 'Cham ridet dum nuda videt pudibunda parentis; Iudei risere Dei penam mor[ientis]', of: 'Cham lachte toen hij de beschamende naaktheid van zijn vader zag; de joden lachten om Gods stervenspijn'.  De andere zijkant heeft de tekst: 'Terra tremit mors victa gemit surgente sepulto; Vita cluit Synagoga ruit molimine stult[o]': 'De aarde beeft, de dood kreunt als de begravene opstaat; het leven wordt geroepen, de synagoge stort in door vergeefse en domme inspanning.' Het opschrift dat door de Romeinen aan het kruis werd toegevoegd, is van "Jezus van Nazareth, Koning der Joden" veranderd in "Jezus van Nazareth, Koning der Belijders." 
Het metrum en de stijl van de verzen zijn vergelijkbaar met teksten uit de Bury St. Edmunds Abdij, waar zulke verzen op een doksaal zijn gevonden.  Andere, minder harde versies van het Cham-vers circuleerden in de daaropvolgende eeuwen wijdverbreid in voorbeeldpreekteksten.

## Interpretatie
De interpretatie van het kruis is moeilijk, mede omdat de voet van het kruis verloren is gegaan. Een ivoren plaquette met een scène van 'Christus voor Kajafas' wordt geopperd als mogelijk voetstuk, maar dit wordt niet door alle geleerden geaccepteerd. Als de plaquette deel uitmaakte van de voet van het kruis, zou dit de antisemitische intentie versterken omdat het de Jood Kajafas toont die als rechter verantwoordelijk is voor de kruisiging van Jezus. 
De website van het Metropolitan Museum of Art vermeldt: "Opvallend onder de inscripties zijn verschillende krachtige scheldwoorden tegen Joden. Het is onmogelijk precies te weten wie dit stuk besteld heeft en met welke bedoeling maar het kruis biedt zeker een indicatie van het antisemitisme dat destijds in Engeland heerste. Tegen het einde van de dertiende eeuw werden de Joden uit het land verdreven." (te weten, 1290) Dit thema werd uitgewerkt in een boek van Thomas Hoving, de conservator die betrokken was bij de aankoop van het kruis door het Metropolitan, en die later directeur werd. Elizabeth C. Parker en Charles T. Little hebben geprobeerd te betogen dat het object verwijst naar de traditie van het christelijk-joodse debat. Hun boek werd door de Britse academicus Sandy Heslop onvriendelijk omschreven als ‘een autobiografische romance … geschreven in de stijl van Raymond Chandler’. In zijn recensie stelde hij dat het boek niet rechtstreeks inging op het antisemitisme van het object, maar in plaats daarvan probeerde dat onderwerp verbloemd te behandelen. Ook uitte hij twijfels over de vraag of het kruis wel Engels was, aangezien een aantal afbeeldingen en thema's, waaronder de figuur van Synagoga die het Lam Gods doorboort, en afbeeldingen van Joden met kegelvormige hoeden, die eerder zouden duiden op een Duitse of Oost-Europese dan een Engelse oorsprong.

## Herkomst
De naam van de beeldhouwer is onbekend. Thomas Hoving, die de aankoop deed toen hij conservator was bij The Cloisters, concludeerde dat het was gesneden door Meester Hugo in de abdij van Bury St. Edmunds, in Suffolk. Maar afgezien van stilistische overeenkomsten is er geen definitief bewijs dat het kruis zelfs maar in Engeland is gemaakt. De meeste wetenschappers gaan hier wel van uit, maar er zijn ook andere plaatsen van herkomst geopperd, bijvoorbeeld Duitsland.
De herkomst van het werk voordat het werd verworven door de Kroatische kunstverzamelaar Ante Topić Mimara (1898 – 1987) is onbekend. Mimara had connecties met Hermann Göring en toonde een deel van het object in Rome aan de Vaticaanse kunsthistoricus Wolfgang Fritz Volbach tijdens de Tweede Wereldoorlog, toen het niet schoon en goed onderhouden was, hetgeen erop zou duiden dat het niet in handen van een verzamelaar was geweest.  Mimara verkocht het uiteindelijk in 1963 aan de Metropolitan. Het British Museum wilde het kruis kopen, maar heeft daar uiteindelijk van af gezien omdat Topić Mimara niet kon aantonen dat hij het recht had om het kruis te verkopen. Hoving zou tot middernacht koffie hebben gedronken met Topić Mimara, totdat de optie van het British Museum verstreek, waarna hij het kruis meteen kocht voor 600.000 dollar (USD).

## Galerij

### Voorkant

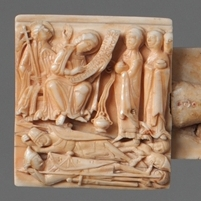
voorkant, Pasen: opstanding
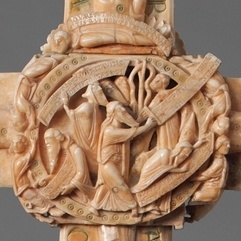
voorkant, midden medaillon, Moses en de bronzen slang
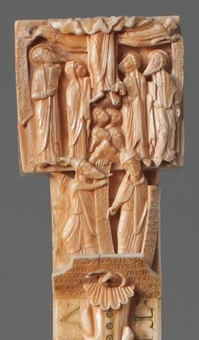
voorkant, Hemelvaart; Johannes met hogepriester en Pontius Pilatus in discussie
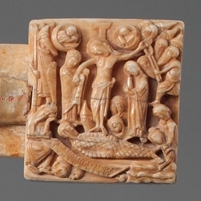
voorkant, Goede Vrijdag. Kruisafneming; lamentatie

### Achterkant

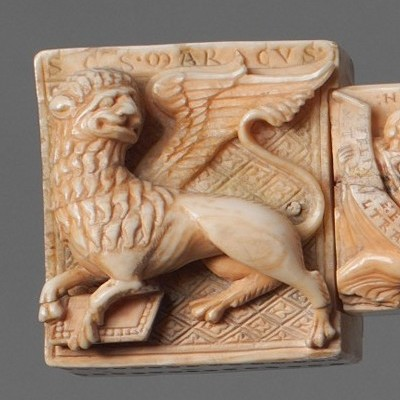
achterkant, leeuw van Markus
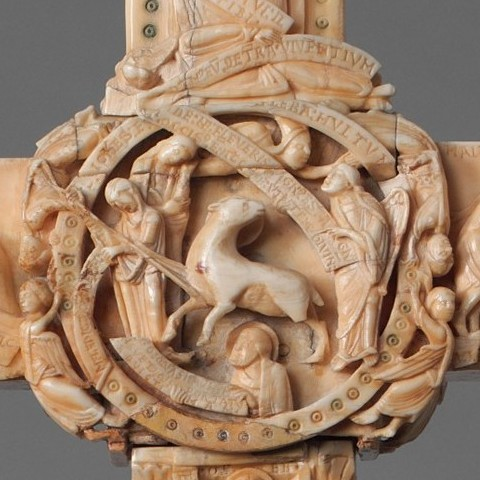
achterkant, midden medaillon, Lam Gods
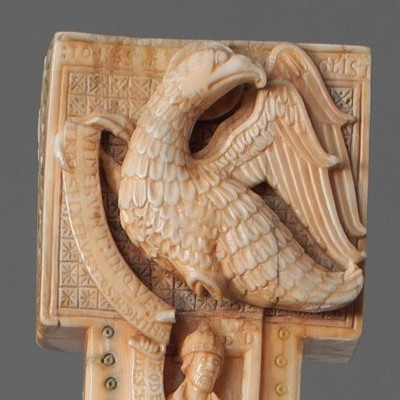
achterkant, adelaar van Johannes
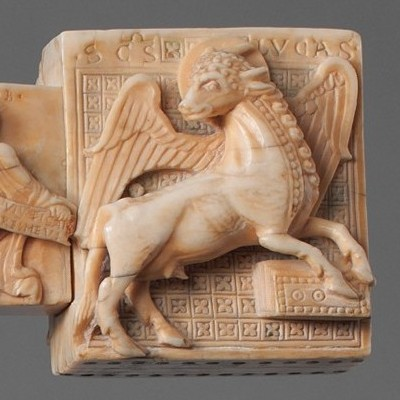
achterkant, os van Lucas